# Paenicotechys
Paenicotechys is een geslacht van wantsen uit de familie van de Aenictopecheidae. Het geslacht werd voor het eerst wetenschappelijk beschreven door Štys in 1969.

## Soorten
Het genus bevat de volgende soort:

- Paenicotechys fossilis Cockerell, 1916